# Сурнадал
Сурнадал (норв. Surnadal) — коммуна в губернии Мёре-ог-Ромсдал в Норвегии. Административный центр коммуны — город Скей. Официальный язык коммуны — нюнорск. Население коммуны на 2007 год составляло 6039 чел. Площадь коммуны Сурнадал — 1364,78 км², код-идентификатор — 1566.

## История населения коммуны
Население коммуны за последние 60 лет.

Статистика коммуны Сурнадал